# Geografia dell'Irlanda (isola)

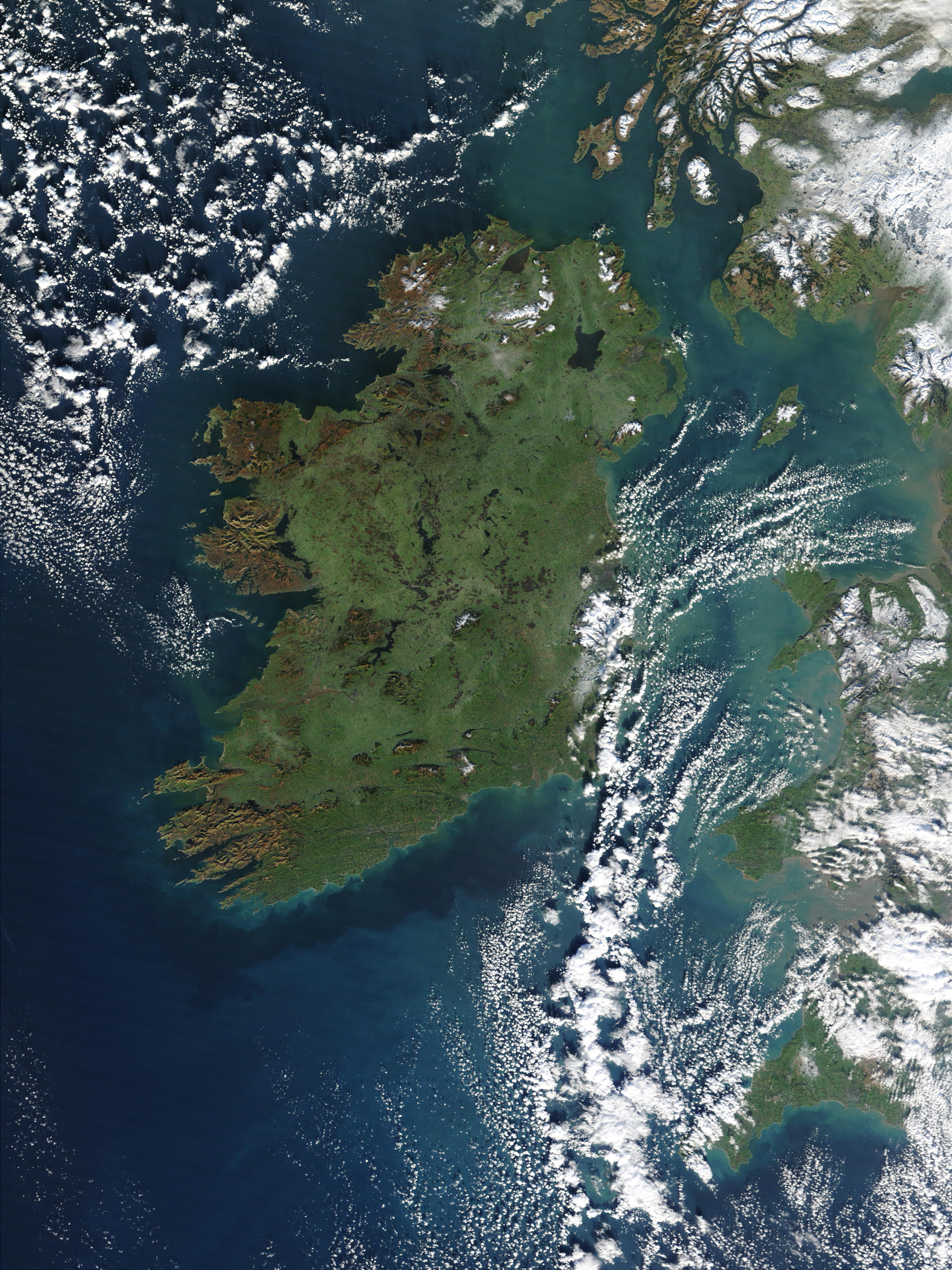
Irlanda, immagine true color da satellite NASA del 4 gennaio 2003

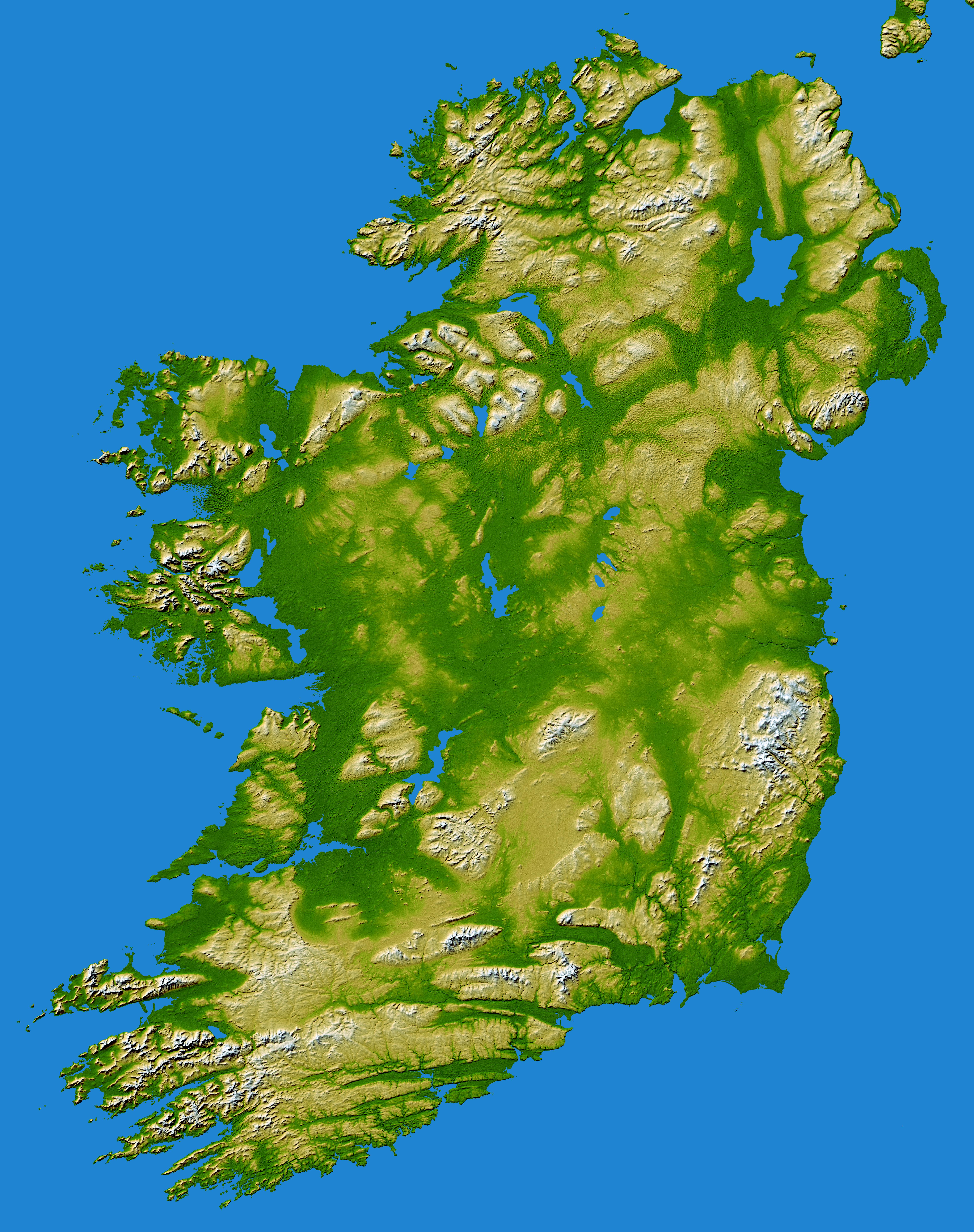
Topografia dell'Irlanda

La geografia dell'Irlanda comprende la descrizione di tutti gli elementi fisico-geografici (pianure, mari, rilievi, laghi e fiumi) irlandesi. L'isola fa parte dell'Arcipelago britannico ed è spesso soprannominata the Emerald isle ("l'isola di smeraldo") per le sue vaste midland collinari nelle quali domina incontrastato il colore verde. La costa occidentale, invece, è caratterizzata, grazie all'influsso dell'oceano, da frastagliatissime e impervie scogliere.
La superficie dell'isola è di circa 84079 km², mentre le coordinate sono approssimativamente 53°N 8°W.

## Caratteri generali
- Area: 70.273 km²
- Cima più alta: Carrantuohill (1 041 m)
- Fiume principale: Shannon (386 km)
- Lago principale: Lough Neagh
- Isola maggiore: Achill Island

## Geografia fisica

### Geologia

Carta tettonica

#### Formazioni geologiche

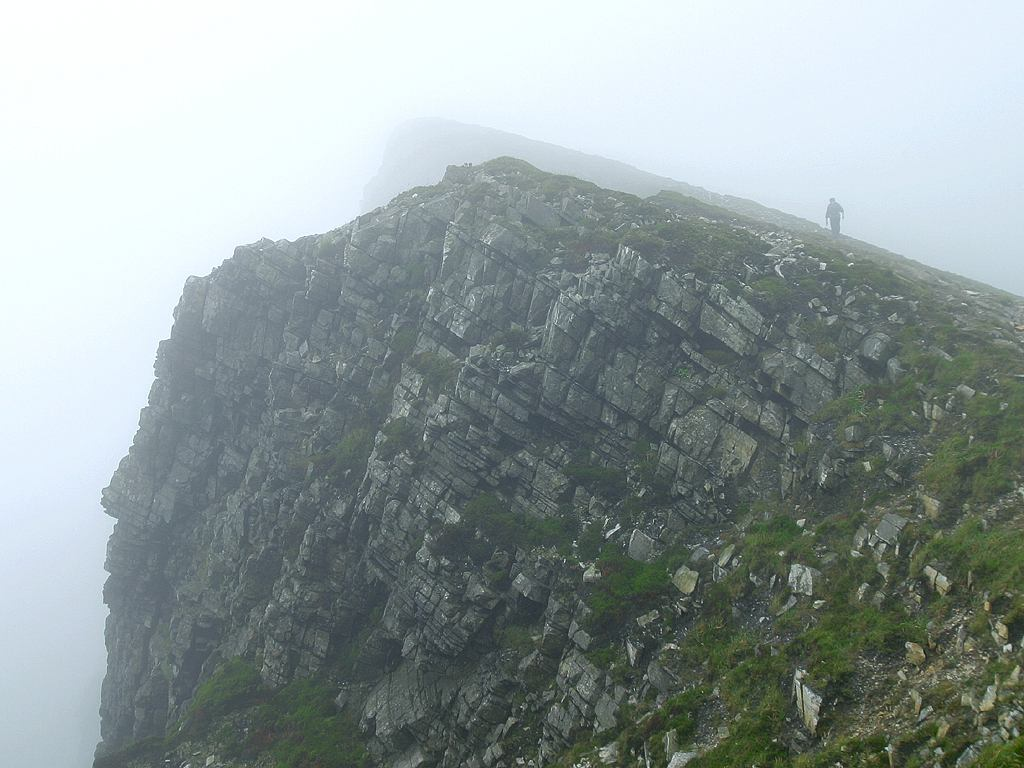
Slieve League: le pareti della scogliera sono un chiaro esempio di roccia primordiale irlandese

La roccia più vecchia d'Irlanda è databile a 1,7 miliardi di anni fa, rinvenuta su Inishtrahull, isolotto al largo delle coste del Donegal. In altre parti del Donegal i geologi hanno trovato rocce nate come depositi glaciali durante l'era glaciale, questo a dimostrazione del fatto che l'Irlanda fosse interamente coinvolta in una massa di ghiaccio durante il periodo in questione.
Al termine del Precambriano, circa 600 milioni di anni fa, la terraferma di quel che sarebbe divenuto l'Irlanda, era divisa in due dall'Oceano Giapeto, più o meno situata dove è posizionato oggi il Sudafrica, quasi certamente al di sotto del livello del mare come testimoniano molti fossili a Bray Head, nel Wicklow.
Spostandoci 50 milioni di anni avanti, queste due masse di terra entrarono in collisione, per poi unirsi circa 440 milioni di anni fa: questo è dimostrato da molti fossili di forme di vita di entrambe le masse rinvenuti insieme vicino Clogher Head, nel Louth. Le montagne del nord ovest sono frutto di questa collisione, così come le formazioni granitiche di Donegal e Wicklow. In questo periodo la terraferma irlandese giaceva già al di sopra del livello del mare ed era situata alla longitudine dell'Equatore: dimostrazione di queste teorie vari fossili di creature terrene, come gli alberi di Kiltorcan, nella contea di Kilkenny, le orme di esseri anfibi su Valentia Island, nel Kerry, o vari molluschi d'acqua dolce.
L'arenaria rossa tipica di alcune zone si formò in questo periodo.
Tra 400 e 300 milioni di anni fa, l'Europa nord-occidentale affondò in un mare caldo e ricco di calcio. Si formarono grandi barriere coralline che poi, a loro volta, crearono la base per il calcare che tutt'oggi compone il 60% circa del territorio irlandese. Col ritirarsi delle acque, sorsero vaste foreste tropicali e paludi che, col passare dei secoli, formarono carbone in quantità considerevole, il quale sarebbe stato eroso successivamente. Questo periodo, chiamato Carbonifero, fu caratterizzato da movimenti tellurici che ebbero come risultato la formazione delle zone montuose e collinari del nord-est e sud-ovest dell'isola.

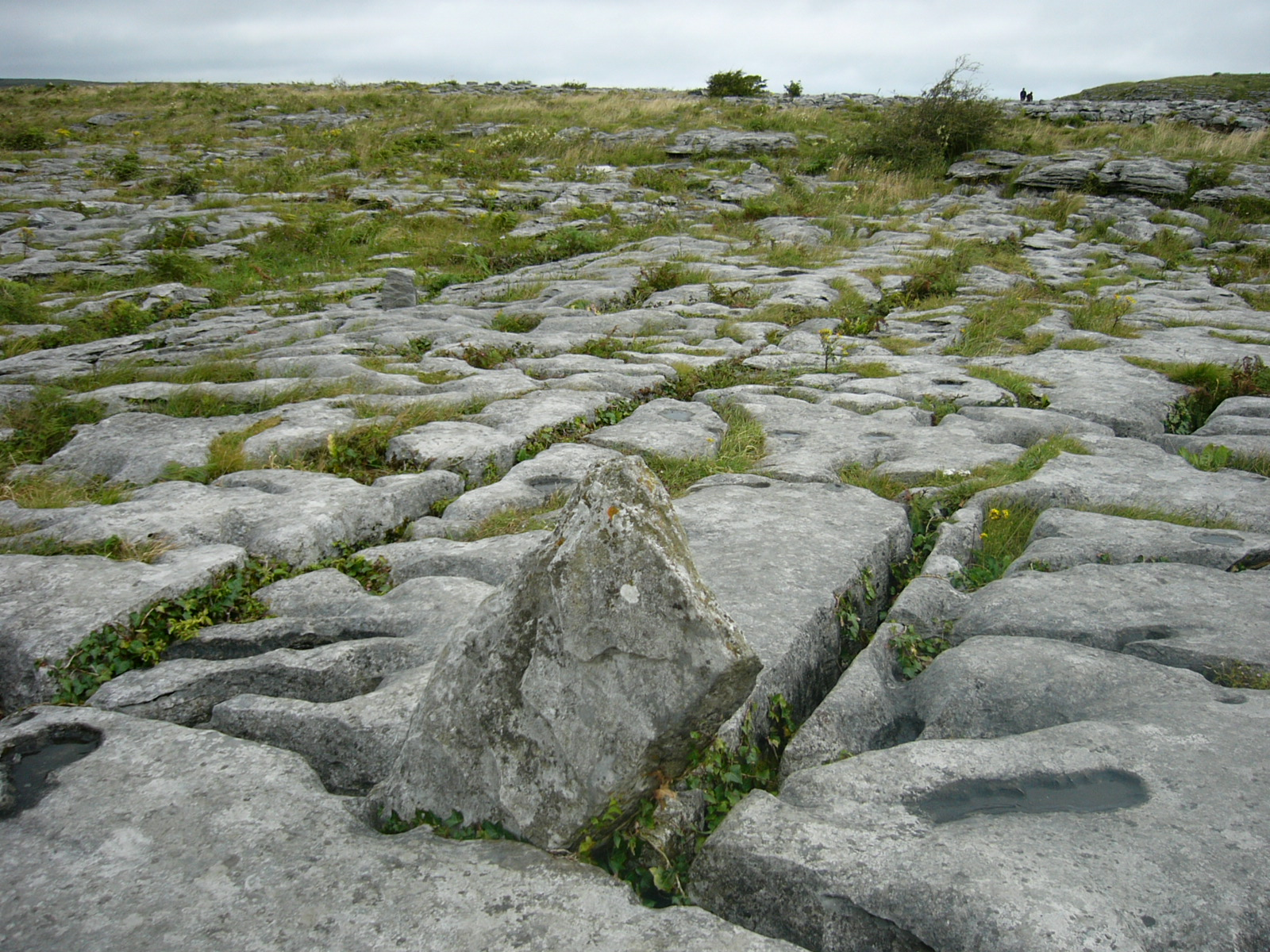
Burren: dettaglio della superficie calcarea della zona

L'Irlanda giunse così, 250 milioni di anni fa, all'altezza dell'attuale Egitto, caratterizzata da un clima desertico che contribuì a una erosione del terreno formato da roccia carbonifera e arenaria, e in parte di quella calcarea molto sottile ancora presente nel sud. La scomparsa dell'arenaria in alcune zone e l'esposizione della roccia calcarea all'anidride carbonica ha portato alla formazione di particolari paesaggi calcarei: uno fra questi è rimasto tutt'oggi intatto ed è il Burren nel Clare, posto unico al mondo formato da un tavolato calcareo di notevoli dimensioni. Anche zone delle vicine isole Aran mostrano questa formazione geologica.

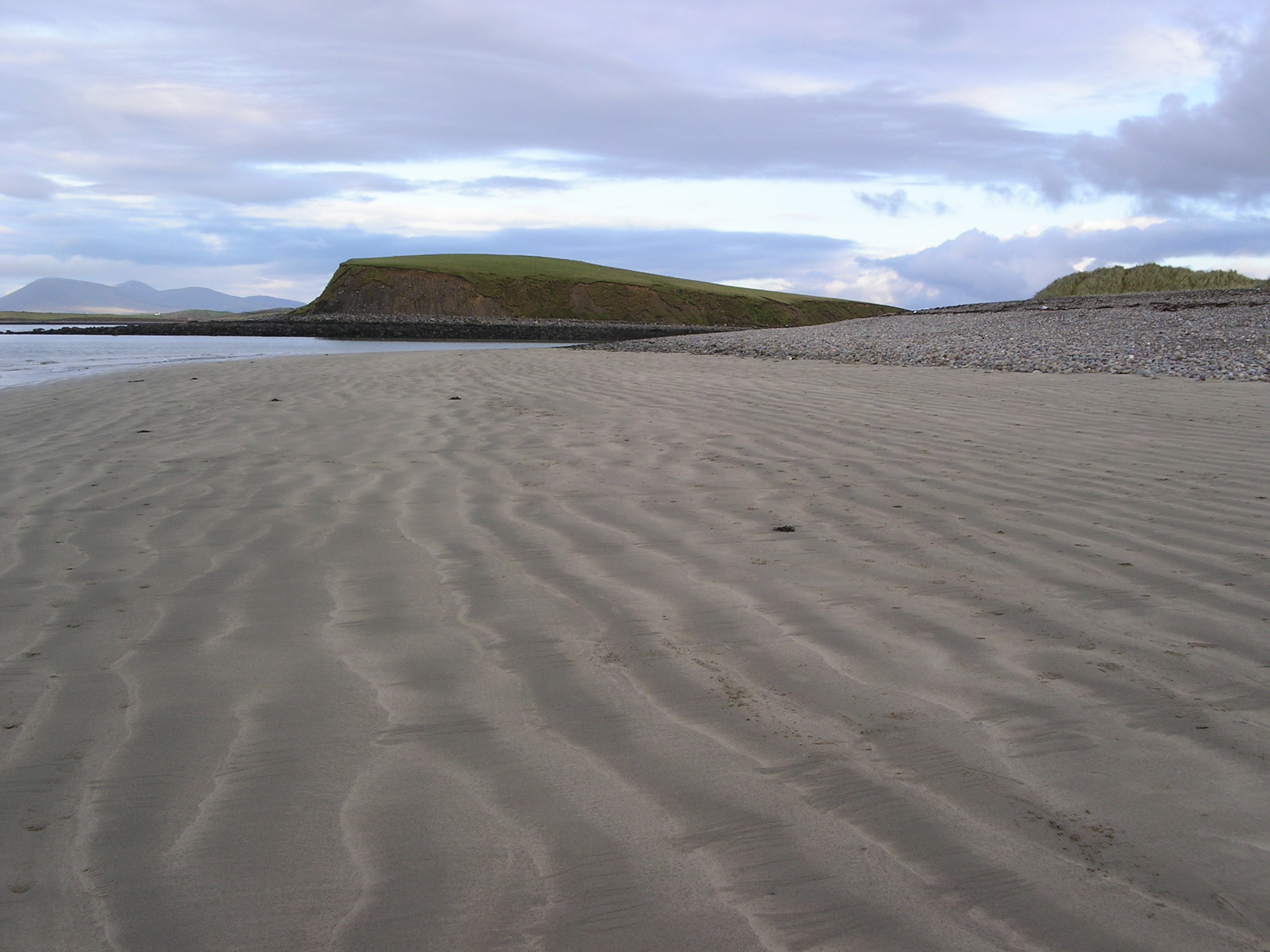
Un drumlin sprofondato nell'acqua
Clew Bay, Mayo

Poco dopo questo periodo, grazie a decomposizioni organiche nei mari, si formarono i depositi di petrolio e gas che oggi ricoprono un ruolo importante nell'economia della nazione irlandese. Dopodiché l'Irlanda sprofondò di nuovo, ma stavolta in un mare composto di gesso: tracce di questo minerale sono rinvenute in sottostrati del suolo nel nord, coperti da roccia basaltica, formatasi circa 65 milioni di anni fa grazie all'attività vulcanica. Testimonianza di queste attività sono i monti Mourne e altre formazioni montuose dell'Irlanda settentrionale. I vulcani resero il clima molto caldo, favorendo la nascita della vegetazione, che poi formò depositi di lignite tutt'oggi presente e lasciata dov'è, nel sottosuolo dell'Antrim, e piogge in enormi quantità, che accelerarono il processo di erosione.
L'isola era ormai prossima all'attuale posizione 25 milioni di anni fa, con il manto roccioso del territorio quasi ricoperto da suolo grazie alle lunghe erosioni. Nelle aree con buon drenaggio, lo strato roccioso era ricoperto da suolo grigio o scuro, in quelle invece con drenaggio scarso dominava l'argilla nera.
Fino a 1,7 milioni di anni fa, la Terra fu soggetta a continui sbalzi fra ere calde e ere fredde, che notevolmente influenzarono anche l'Irlanda: soprattutto l'era glaciale, creò particolari figure geologiche che oggi caratterizzano l'ambiente irlandese, come i drumlin, gli esker, le vallate glaciali come Glendalough o Glengesh e i corrie.

#### Pianure

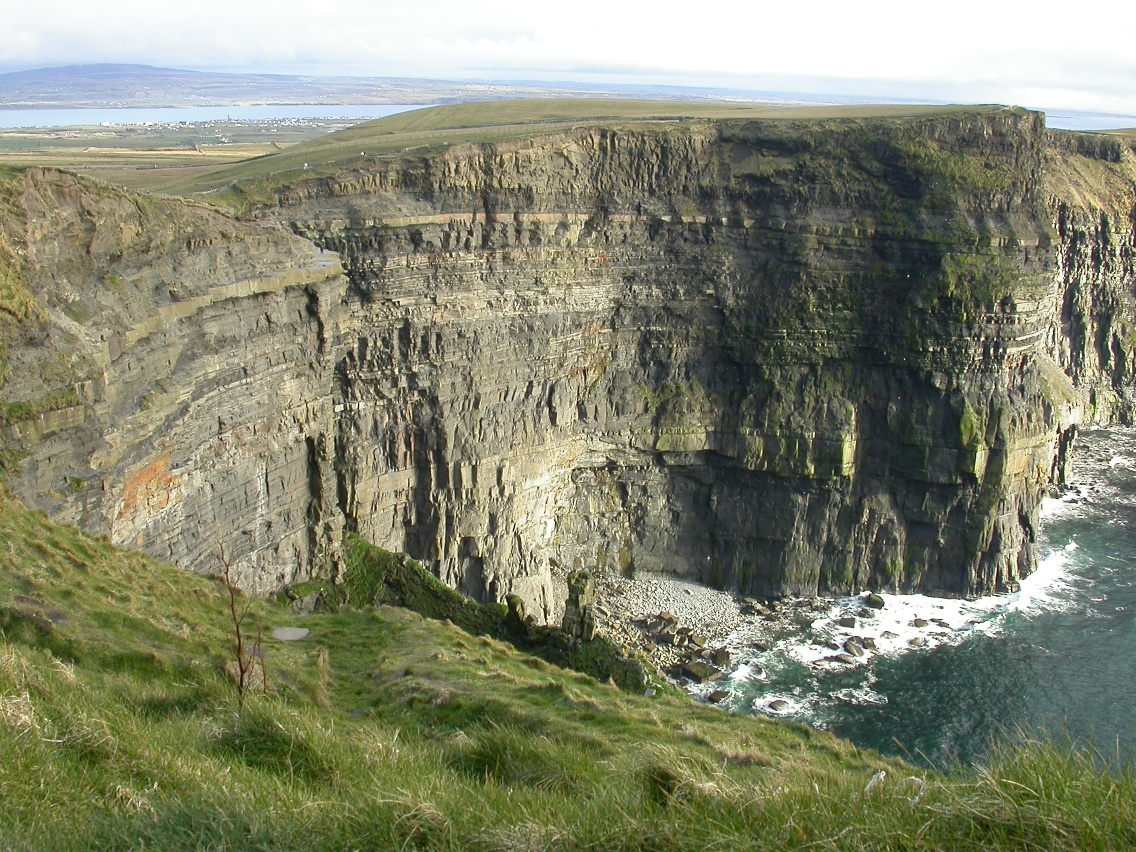
Scogliere di Moher: le scogliere mostrano vari strati di arenaria, roccia scistosa e altre rocce sedimentarie

Le pianure più importanti sono la Pianura Irlandese Centrale, la Pianura di Moher, di Burren e la Pianura Annamario. Le piane centrali dell'isola sono formate di roccia calcarea ricoperta da uno strato di argilla e sabbia di origine glaciale, e sono presenti zone acquitrinose come la palude di Allen, che è una delle brughiere più vaste. Le montagne situate lungo le coste presentano aspetti diversi a seconda della loro posizione: nel sud sono formate di arenaria rossa, mentre le vallate dove scorrono i fiumi sono calcaree; nel Mayo, nel Galway, nel Donegal, nel Wicklow e nel Down, le montagne sono formate principalmente da granito; nel nord-est, infine, ci sono vari terreni di natura basaltica, come il celebre Selciato del gigante (Giant's causeway) nell'Antrim.
Il suolo dell'ovest e del nord tende ad avere scarso drenaggio, formando ampie zone acquitrinose, con vaste brughiere ricche di torba e argilla, anche se composte da terreno aspro e assolutamente poco adatto alla coltivazione. Al contrario, i territori orientali e meridionali, meno colpiti dalle pur continue piogge, hanno un drenaggio migliore e uno strato di humus più fertile.
Ulteriore menzione merita il già citato Burren, vasto lastricato calcareo senza un deposito di suolo sopra, rimasto approssimativamente com'era 250 milioni di anni fa: all'interno dei grikes (le fessure tra i lastroni calcarei) le piogge hanno comunque creato sistemi di caverne e, soprattutto, condizioni ideali per particolari forme vegetali.

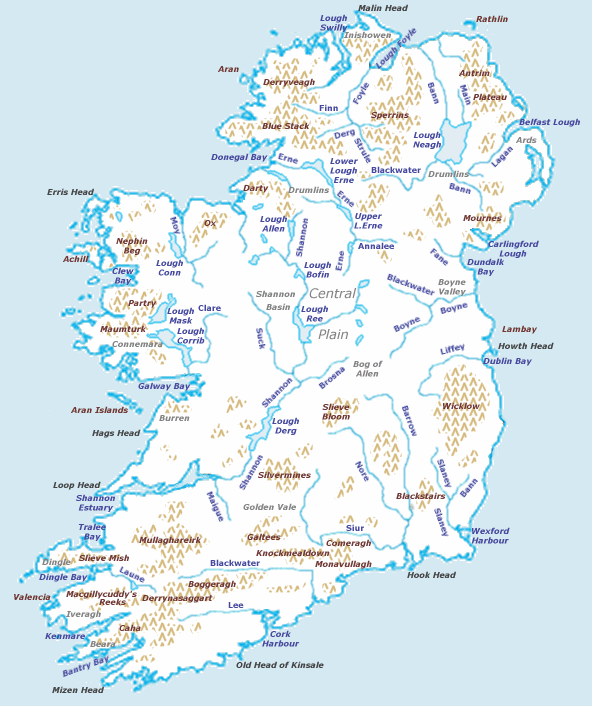
Cartina fisica

### Orografia

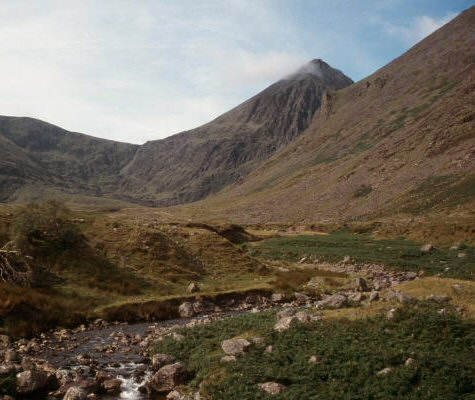
Carrantuohill, le Bluestack Mountains, i Monti Derryveagh, le Ox Mountains, i Monti Nephinbeg e il gruppo delleTwelve Bens/Maumturks. Solo alcune sono un po' più distanziate dalla costa, anche se di poco, e tutte nel sud dell'isola: le Galtee Mountains, le Silvermines e le Slieve Bloom.

La cima più alta è il Carrantuohill, alto 1041 m (3414 piedi), situato nei Macgillycuddy's Reeks, una catena di roccia arenaria formatasi in epoca glaciale nel Kerry, nell'Irlanda sud-occidentale. Le montagne sono tutt'altro che alte: solo tre cime superano, oltretutto di poco, i 1 000 m, mentre 455 superano i 500 m.
Meritano menzione a parte, più per la loro fama che per la loro altezza, il Monte Brandon, dedicato a San Brendano, l'Errigal, famoso fra gli scalatori, le Slieve League, che cadono in mare formando la scogliera marina conosciuta da molti come la più alta d'Europa, e Croagh Patrick, il monte sacro degli irlandesi.

## Territorio

### Fiumi
Lo Shannon è il fiume più lungo d'Irlanda (259 km) e, se considerato con il suo enorme estuario (386 km), il più lungo dell'arcipelago britannico: nasce nel Cavan e percorre l'isola tagliandola in due e dividendo le paludose zone centrali dal selvaggio ovest, formando nel suo percorso tre laghi, tra i più grandi dell'isola, ovvero il Lough Ree, il Lough Allen e il Lough Derg, che è il più vasto dei tre, per poi gettarsi nell'Oceano Atlantico dopo aver attraversato Limerick.
Lo Shannon è collegato tramite un sistema di canali, all'altro grande fiume irlandese, l'Erne, che invece si getta a nord nella baia di Donegal, creando un sistema idrico notevole.
Altri fiumi importanti sono il Liffey, che attraversa Dublino, il Lee, che invece attraversa Cork, il Blackwater, il Nore, il Suir, il Barrow e il Boyne.

### Laghi

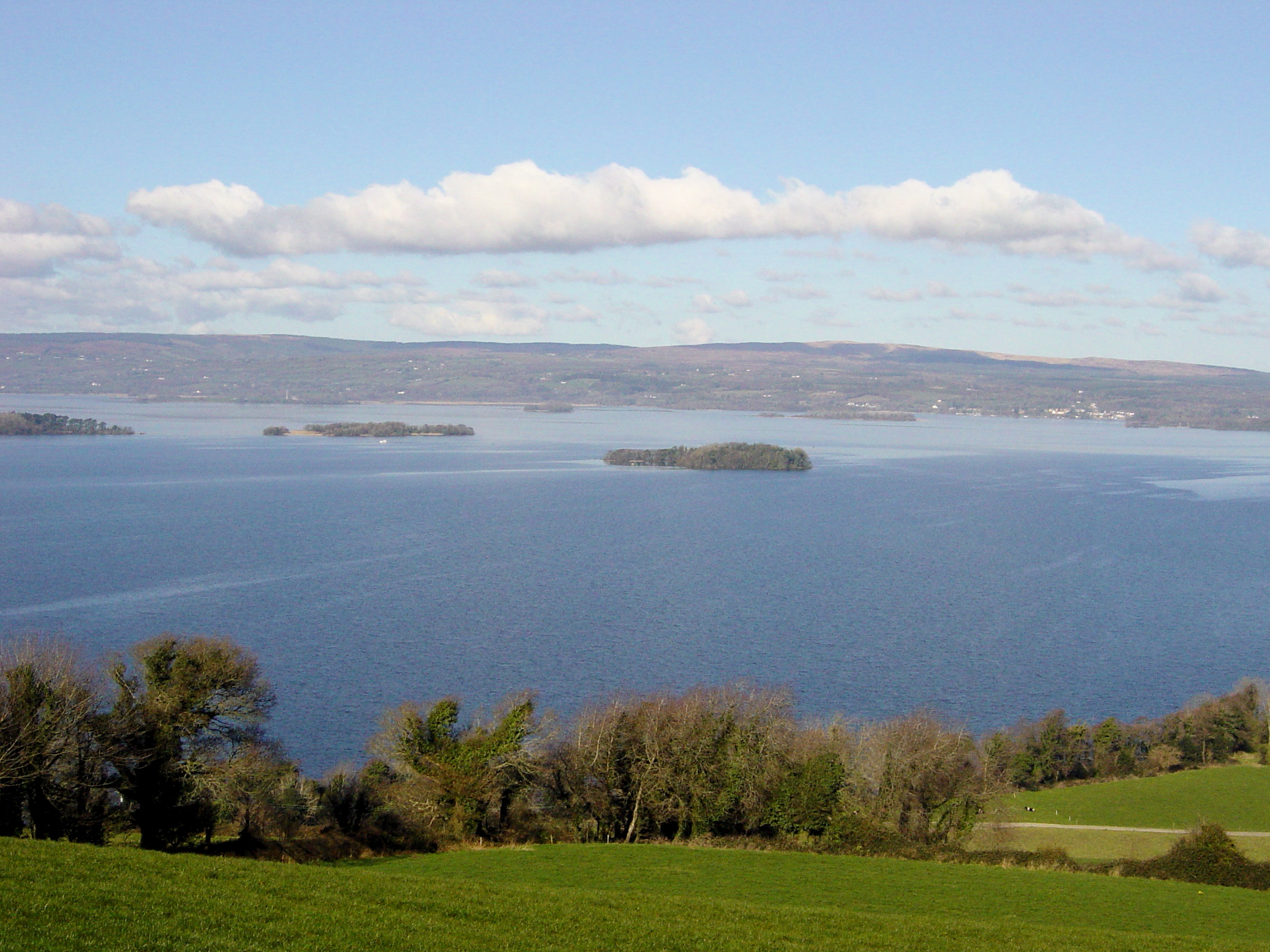
Lough Derg, terzo lago per grandezza dell'isola

Il lago più grande è il Lough Neagh, interamente compreso nei territori dell'Irlanda del Nord e che vanta il record di dimensioni di tutte le isole britanniche, seguito dal Lough Corrib nel Connemara, vicino Galway e il Lough Erne, suddiviso in due laghi (Upper e Lower) oltre ai già citati laghi dello Shannon. Altri grandi specchi d'acqua sono situati nel Mayo, come il Lough Mask, vicinissimo al Corrib, o il Lough Conn col limitrofo Lough Cullin.
Da citare senz'altro il Lough Gill per la sua rinomanza in ambito turistico, o il Lough Derg del Donegal per l'importanza religiosa, e ultimi, ma non per importanza, i celebri Laghi di Killarney.
Il Lough Foyle e il Lough Swilly, abbastanza conosciuti, non sono in realtà due laghi, come suggerisce il nome, bensì due insenature con un'apertura strettissima, quasi da farli apparire laghi in certi punti.

### Paludi e torbiere
La pianura centrale irlandese è ricca di aree acquitrinose e di paludi, chiamate torbiere, perché in esse si forma la torba. Questa è costituita dagli accumuli di materiali vegetali decomposti, che man mano si depositano a strati sul fondo, insieme ai resti di molti insetti. La torba rappresenta il 1º grado della formazione del carbon fossile. Per questo viene usata come combustibile "povero" o come fertilizzante dei terreni da coltivare.

### Insenature e baie

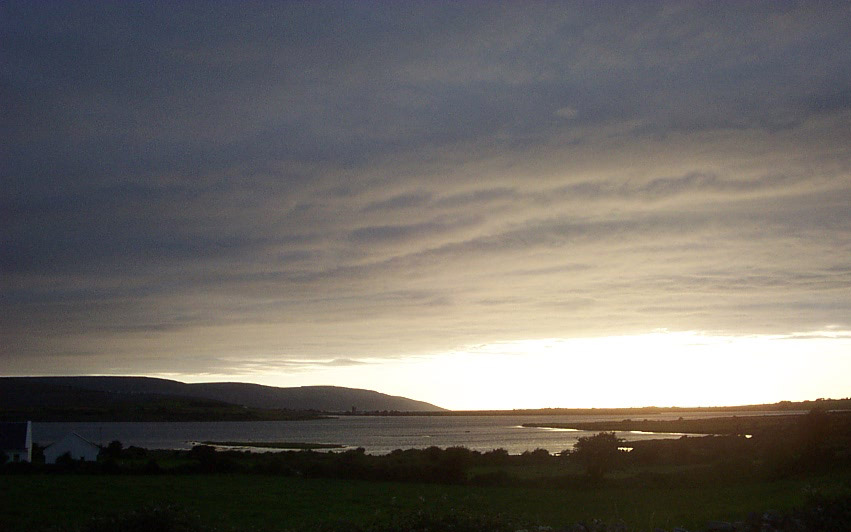
Baia di Galway in uno scorcio nei pressi di Kinvarra

Partendo dal Donegal, quindi da nord, e procedendo in senso orario sulle coste irlandesi, troviamo subito i già citati Lough Swilly e Lough Foyle, quest'ultimo formatosi come estuario del fiume Foyle e che separa la penisola di Inishowen dalla contea di Londonderry. Successive insenature con nome di lough (frequenti, come si nota, più che altro al nord) sono il Belfast Lough, che separa Antrim e Down, lo Strangford Lough e infine il Carlingford Lough, che separa l'Irlanda del Nord dal Louth.
Lasciando il territorio britannico, la successiva baia degna di nota è la Dublin Bay, dopo la quale la costa irlandese si fa piuttosto lineare senza incurvarsi fino al Wexford Harbour, formatosi sulla foce del fiume Slaney. Altri porti naturali di natura fluviale seguono sulla costa meridionale, e sono Wexford Harbour sulla foce del Suir e Cork Harbour sulla foce del Lee, nella quale è situata anche un'isola, Great Island.
Dirigendo l'attenzione nuovamente verso nord, e quindi sulla costa occidentale, troviamo le numerose baie formate dalle cinque penisole sud-occidentali, in ordine: la Dunmanus Bay, la baia di Bantry, l'estuario del Kenmare e infine la celebre baia di Dingle. Segue l'enorme estuario dello Shannon tra Clare e Limerick, la famosa baia di Galway, la particolare e suggestiva baia di Clew nel Mayo, prima che la costa cambi velocemente direzione due volte, prima verso est, poi nuovamente verso nord formando la baia di Sligo e la vasta baia di Donegal.

### Promontori

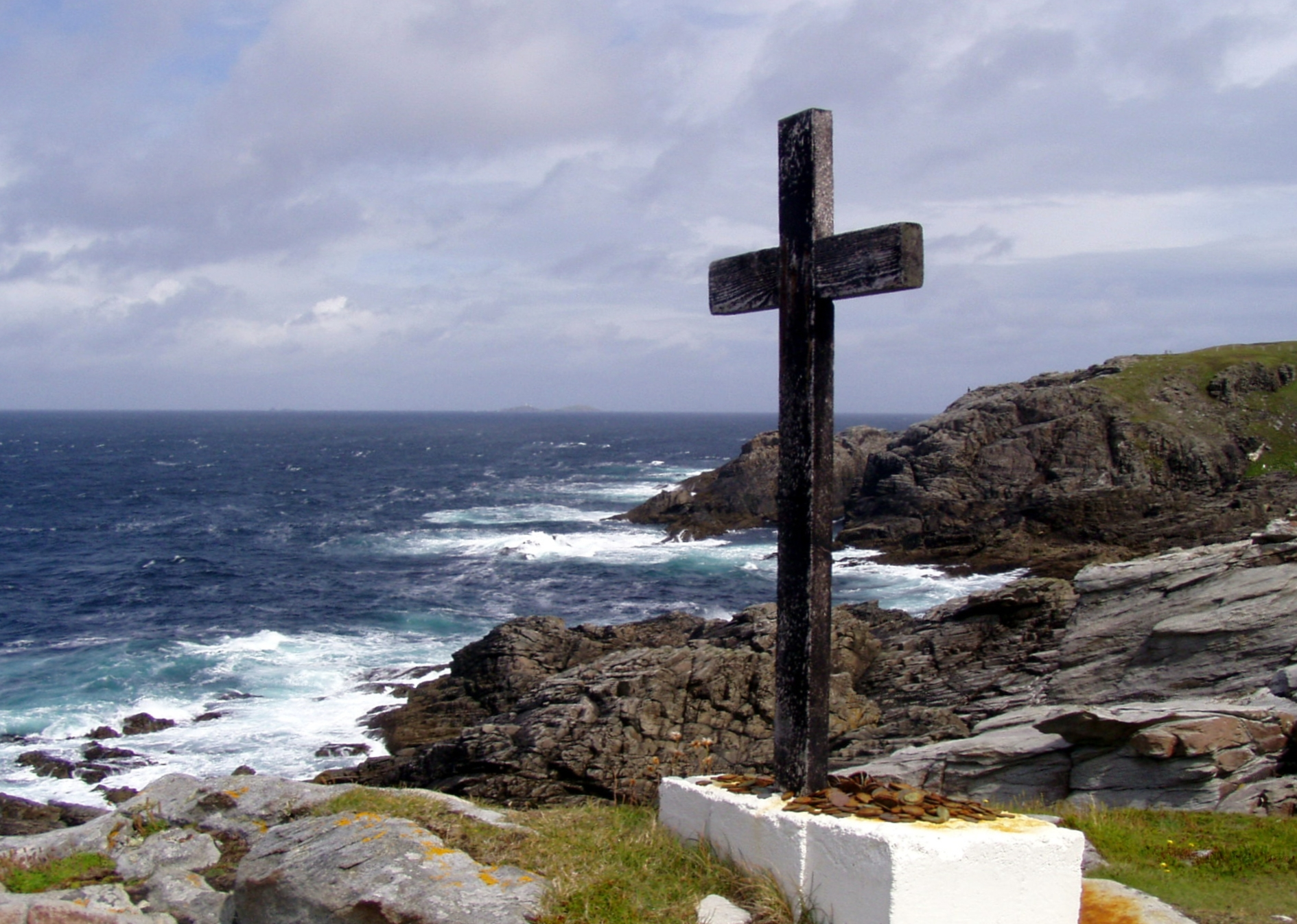
Capo Malin nella contea di Donegal.

Malin Head (o Capo Malin), nella penisola di Inishowen, in Donegal, è il punto più settentrionale dell'isola d'Irlanda, mentre Mizen Head (capo Mizen), contea di Cork uno dei più meridionali e dalla collettività considerato il più sud-occidentale, tanto che l'espressione tipica "Malin to Mizen" (o viceversa) indica l'Irlanda nella sua totalità.
Carnsnore Point, invece, nella contea di Wexford, è il punto più sud-orientale.
Degni di nota Capo Hook, nel Waterford, la Old Head di Kinsale, il lunghissimo Capo Loop nel Clare che delimita l'estuario dello Shannon, Hag's Head sulle scogliere di Moher e Capo Erris, punta più nord occidentale del Connacht.
Curiosi in Donegal il Bloody Foreland e St.John's Point.

### Isole e penisole

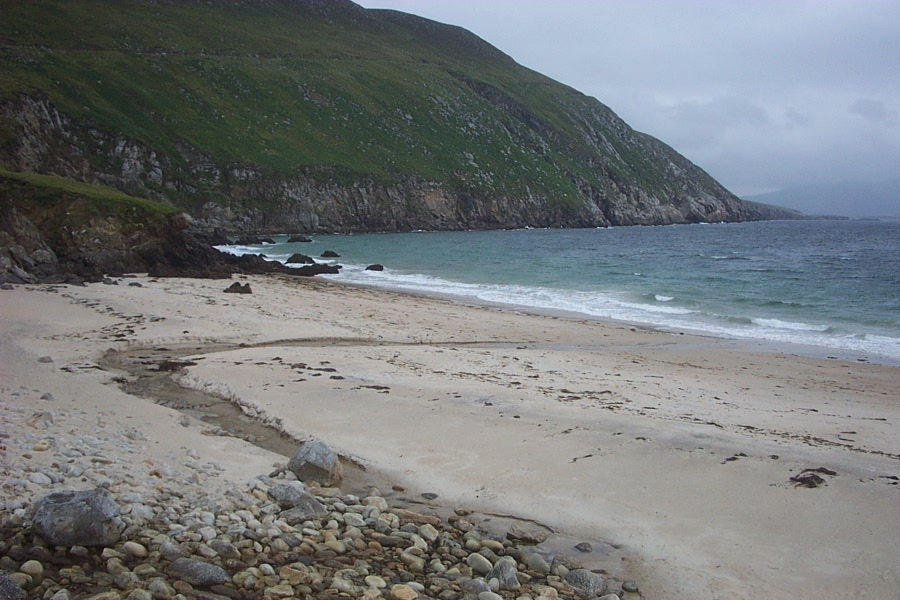
Achill Island, l'isola più grande d'Irlanda

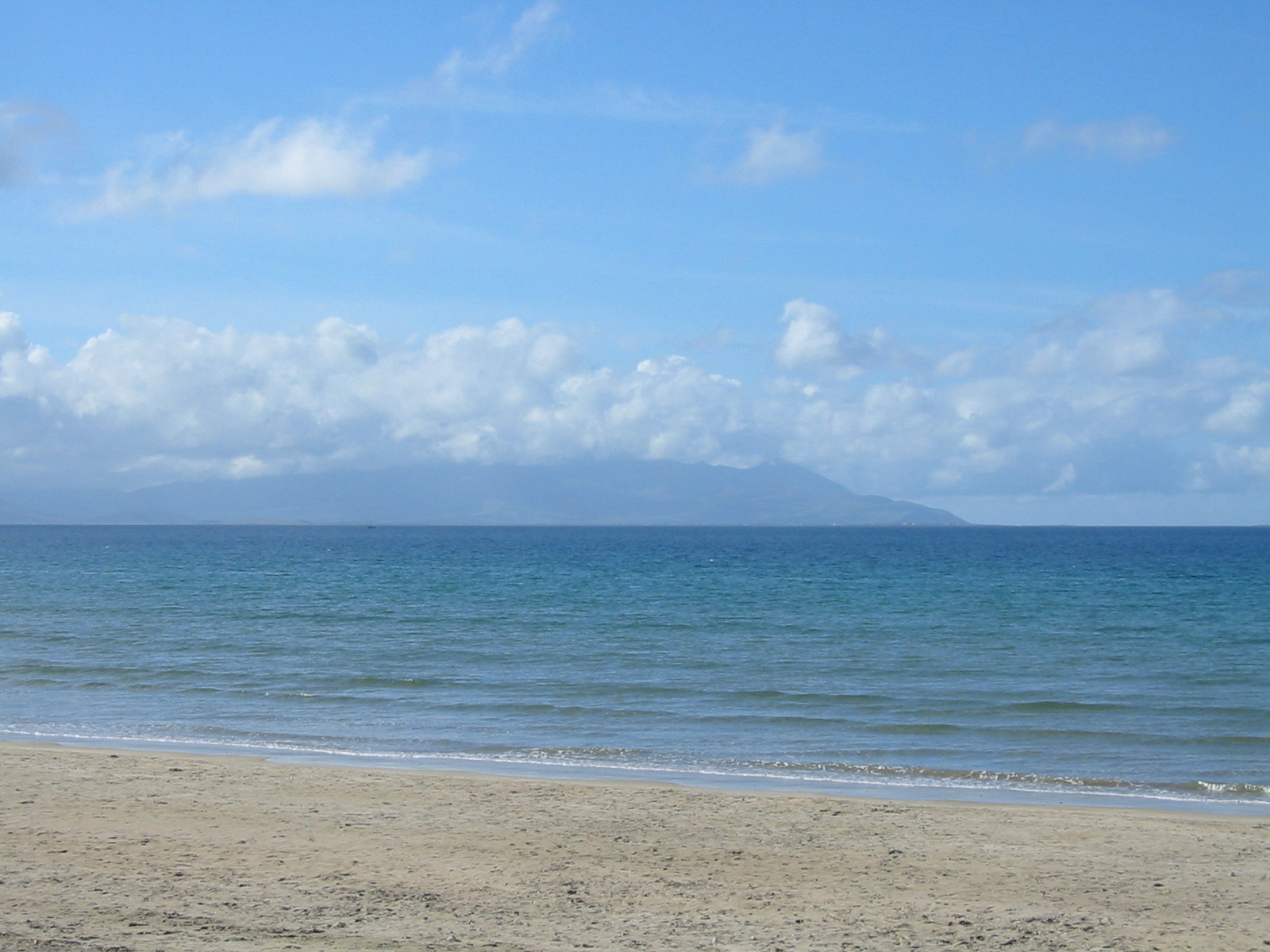
La penisola di Dingle vista da Banna strand

L'isola più grande dell'Irlanda è Achill Island, al largo delle coste occidentali del Mayo, meta turistica gettonata e oasi gaeltacht, collegata alla terraferma da un ponte, così come Valentia Island, al largo del Kerry, anch'essa popolata e molto vasta.
Importantissime a livello culturale sono sicuramente le tre famose isole Aran, nella baia di Galway, in ordine decrescente di grandezza Inis Mór, Inis Meáin e Inis Oírr. Molto ricche a livello culturale, meno per il lato economico, anche le isole al largo delle coste del Donegal, come Árainn Mhór ed isola di Toraigh.
Meritano menzione per importanza anche Clare Island, covo della regina pirata Grace O'Malley, Inishtrahull, territorio irlandese più settentrionale, Omey Island, che diventa penisola a seconda delle maree, le impressionanti isole Skellig e l'isola Lambay, il territorio più orientale della Repubblica d'Irlanda.
L'Irlanda, inoltre, soprattutto nella parte occidentale, è formata da numerosissime penisole. Tra le più spettacolari e famose, vanno sicuramente citate tre delle cinque penisole che formano la cosiddetta mano d'Irlanda nel sud-ovest, ovvero la Penisola di Dingle (Corca Dhuibhne), Iveragh e Beara. La Penisola di Ards, nel Down è anche molto vasta, così come Inishowen in Donegal, che comprende capo Malin, la punta più settentrionale dell'isola d'Irlanda. La punta più meridionale invece è capo Brow.
L'isolotto roccioso di Rockall sarebbe il punto più settentrionale irlandese, ma la sua appartenenza è disputata da ben quattro nazioni.

### Clima
Il clima irlandese è temperato, ma molto più caldo di tante altre località poste a latitudini simili, come la Polonia (nel continente europeo) o Terranova (dall'altra parte dell'Atlantico), a causa dell'influenza della Corrente del Golfo. I venti soffiano prevalentemente da sud-ovest a nord-est, e sono i principali autori delle caratteristiche montagne occidentali e del territorio costiero impervio. Le precipitazioni sono diffusissime, specialmente nell'ovest dove ormai fanno parte della vita quotidiana: Valentia Island, al largo del Kerry, riceve quasi il doppio della pioggia di Dublino (situata ad est) (1400 mm rispetto a 762 mm). Considerando tutta la nazione irlandese, circa il 60% delle piogge annuali cade fra agosto e gennaio.
Gennaio e febbraio sono i mesi più freddi dell'anno e le temperature oscillano fra i 4 °C e i 7 °C. Luglio e agosto sono i più caldi, con temperature medie sui 14-16 °C, anche se talvolta arrivano anche a 25 °C. I mesi più soleggiati sono maggio e giugno, con una media di 5-7 ore di sole pieno giornaliero.
Per quanto riguarda l'inverno, le temperature medie più miti le godono le baie a sud-ovest: nelle penisole di Beara, Iveragh e Dingle, nei punti più riparati, vivono piante mediterranee. Le temperature medie invernali sono di 6-7 °C e le gelate sui versanti esposti a sud sono rarissime. Nell'interno la situazione cambia: la temperatura media è di 1-2 °C e nelle notti serene sono frequenti le gelate (anche se normalmente non si scende oltre i 3-4 °C sotto zero).
La tabella mostra aspetti climatici medi registrati alla stazione meteorologica del Aeroporto Internazionale di Dublino per il periodo dal 1961 al 1990.
| Fattore                | Gen  | Feb  | Mar  | Apr  | Mag  | Giu  | Lug  | Ago  | Set  | Ott  | Nov  | Dic  | Annuale |
| ---------------------- | ---- | ---- | ---- | ---- | ---- | ---- | ---- | ---- | ---- | ---- | ---- | ---- | ------- |
| Temperatura max (°C)   | 7,6  | 7,5  | 9,5  | 11,4 | 14,2 | 17,2 | 18,9 | 18,6 | 16,6 | 13,7 | 9,8  | 8,4  | 12,8    |
| Temperatura min (°C)   | 2,5  | 2,5  | 3,1  | 4,4  | 6,8  | 9,6  | 11,4 | 11,1 | 9,6  | 7,6  | 4,2  | 3,4  | 6       |
| Sole giornaliero (ore) | 1,8  | 2,5  | 3,6  | 5,2  | 6,1  | 6,0  | 5,4  | 5,1  | 4,3  | 3,1  | 2,4  | 1,7  | 3,9     |
| Pioggia mensile (mm)   | 69,4 | 50,4 | 53,8 | 50,7 | 55,1 | 56,0 | 49,9 | 70,5 | 66,7 | 69,7 | 64,7 | 75,6 | 732,7   |

## Geografia politica e umana

Cartina politica

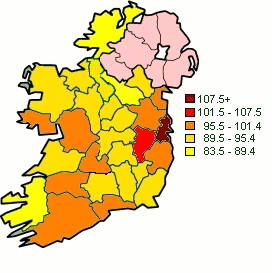
Mappa demografica

La principale suddivisione dell'isola d'Irlanda, è quella più recente, ovvero fra le due nazioni della Repubblica d'Irlanda (o Éire o Irlanda), stato sovrano dal 1943 e indipendente di fatto dal 1921, e l'Irlanda del Nord, nazione invece che fa parte del Regno Unito.
La suddivisione più antica è senz'altro quella delle province d'Irlanda: dai confini all'inizio piuttosto incerti e mutevoli, le province all'inizio erano ben cinque, ma la più centrale di queste, il Meath (che oggi è una contea) perse sempre terreno cedendo territori fino a sparire ed essere inglobata nel Leinster: sono in ordine alfabetico Connacht, Leinster, Munster e Ulster. Le province non hanno alcuna valenza politica, ma soltanto culturale.
La suddivisione più dettagliata riguarda le contee. Originariamente, quando l'Irlanda non era neanche indipendente, c'erano 32 contee tradizionali. Dopo l'indipendenza dell'Éire soltanto 6 rimasero sotto il governo britannico, e cessarono di avere importanza politica nel 1973, quando l'Irlanda del Nord fu riorganizzata in distretti. Nel 1994 anche la Repubblica d'Irlanda ha cambiato qualche assetto politico, dividendo la contea di Dublino in tre contee distinte (Dun Laoghaire-Rathdown, Fingal e South Dublin, oltre all'autonoma città di Dublino).
Le contee tradizionali hanno ancora valenza postale, culturale e sportiva, anche in Irlanda del Nord.
| Mappa d'Irlanda con contee numerate | Repubblica d'Irlanda 1. Dublino 2. Wicklow 3. Wexford 4. Carlow 5. Kildare 6. Meath 7. Louth 8. Monaghan 9. Cavan 10. Longford 11. Westmeath 12. Offaly 13. Laois 14. Kilkenny 15. Waterford 16. Cork | 1. Kerry 2. Limerick 3. Tipperary 4. Clare 5. Galway 6. Mayo 7. Roscommon 8. Sligo 9. Leitrim 10. Donegal Irlanda del Nord 1. Fermanagh 2. Tyrone 3. Londonderry 4. Antrim 5. Down 6. Armagh |

La popolazione irlandese è di circa 5,6 milioni di persone, concentrate in gran parte nelle aree metropolitane di Dublino e Belfast.

## Risorse naturali

### Paludi

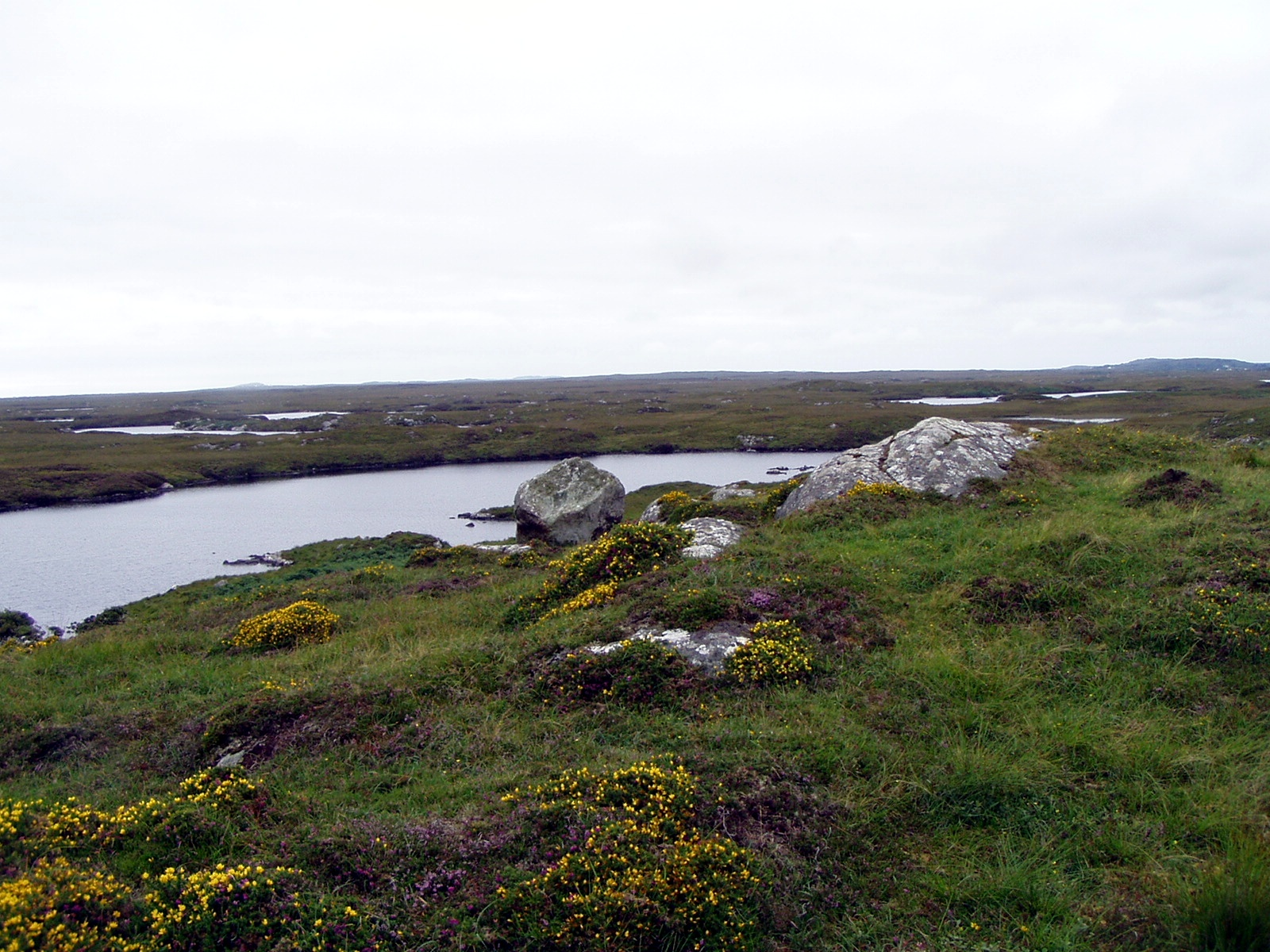
Connemara, palude tipica della regione

L'Irlanda ha 12 000 km² di paludi, contraddistinte grosso modo da due tipologie: paludi ricoperte da vegetazione (blanket bogs) e paludi rialzate (raised bogs). Le prime sono le più vaste e si sono formate in seguito all'intervento dell'uomo nei secoli e al clima umido dell'isola; la maggior parte si trova dove gli uomini del Neolitico disboscarono il terreno per adibirlo a coltivazione: una volta abbandonati i terreni, il suolo si fece acido, favorendo la crescita di erica e giuncacee, le quali si decomposero formando lo strato di torba sottostante.
Le raised bogs invece si formarono alla fine dell'era glaciale, con la scomparsa dei ghiacci e la formazione dei laghi: sono situate per gran parte nel bacino dello Shannon.
Sin dal XVII secolo la torba ricavata dalle zone paludose, in Irlanda chiamata turf, è stata usata come combustibile per la cottura e per il riscaldamento domestico. Dagli anni quaranta del secolo scorso furono introdotti macchinari per l'estrazione della torba che favorirono l'ancora attuale commercializzazione su scala nazionale, gestita quasi totalmente dall'ente semi pubblico Bord na Móna. Oggi la torba viene utilizzata non solo per uso domestico, ma anche da molte industrie e, in scala ridotta, come combustibile per lo sviluppo energetico.

### Gas e minerali
Le esplorazioni al largo della costa per il gas cominciarono nel 1970, con la scoperta del 1971 del Kinsale Gas Field, il più vasto d'Irlanda, seguito dal piccolo Ballycotton Gas Field nel 1989 e dal Corrib Gas Field nel 1996. Quest'ultimo ancora non è tuttavia operativo, in quanto c'è un'accesa disputa negli ambienti politici e sociali per la scelta di raffinare il gas a terra invece che sott'acqua.
Helvick è uno dei pozzi petroliferi di recente scoperta. L'Irlanda è il maggior produttore di zinco, estratto a Navan, Galmoy e Lisheen. Altre risorse minerarie sono oro, gesso, calcite, dolomite, calcare, pietra da costruzione, sabbia e ghiaia.